# Patenz
Die Patenz (von lateinisch patens ‚offen‘) beschreibt bei einer Infektion durch einen Parasiten die Zeitdauer vom Beginn der Ausscheidung oder des Auftretens von Larven bis zum letzten Ausscheidungstermin. Die Patenz ist also jener Zeitraum, in der der Wirt als Ausscheider ansteckend ist. Sie folgt auf die Präpatenz und kann je nach Parasit zwischen wenigen Tagen und einigen Jahren andauern.